# Julieta Zylberberg
Julieta Zylberberg (Buenos Aires, 4 de março de 1983) é uma atriz argentina.

## Biografia
Julieta Zylberberg iniciou sua carreira no programa infantil de televisão Magazine For Fai, apresentado por Mex Urtizberea. Nesse ano também participou do primeiro capítulo da série televisiva Culpable de este amor e apareceu na minissérie Sangre fría. Depois em 2005 participou do filme Géminis e desempenhou diversos papéis em alguns episódios da primeira temporada de Casados con hijos. Em 2006 participou do filme Cara de queso e do programa de televisão Bendita vida. Um ano depois, estrelou o filme Tres minutos com Nicolás Pauls e Antonella Costa. Em 2008, atuou na comédia Una de dos que começou em 28 de janeiro de 2008 e terminou em 21 de fevereiro de 2008 por baixa audiência. Por conta disso, Julieta ficou sem trabalho, até ser chamada para fazer uma participação especial na série Aquí no hay quien viva. Nesse mesmo ano, participou da websérie Amanda O.
Em 2009 estrelou a comédia Enseñame a vivir com Violeta Urtizberea. Em 2010, estrelou o filme La mirada invisível e participou da peça Agosto: Condado de Osage trabalhando ao lado de grandes atrizes como Norma Aleandro e Mercedes Morán. Um ano depois, ela teve um papel no filme Los Marziano estrelado por Guillermo Francella e depois interpretou Helena Epstein na série de televisão chamada Los únicos. Em 2012 atuou em Condicionados e estrelou o filme Extraños en la noche com o cantor e ator Diego Torres. Depois de quatro anos, em 2016, estrelou ao lado de Juan Minujín, Loco por vos uma versão argentina de Mad About You, que foi transmitida pela Telefe.
Em 2022, Zylberberg apareceu na série de ficção científica Night Sky.

## Filmografia

### Cinema
| Ano  | Título                  | Papel        | Direção                   |
| ---- | ----------------------- | ------------ | ------------------------- |
| 2004 | The Holy Girl           | Josefina     | Lucrecia Martel           |
| 2005 | Géminis                 | Montse       | Albertina Carri           |
| 2006 | Cara de queso           | Romina       | Ariel Winograd            |
| 2007 | Tres minutos            | Ana          | Diego Lublinsky           |
| 2008 | Un novio para mi mujer  | María        | Juan Taratuto             |
| 2010 | The Invisible Eye       | María Teresa | Diego Lerman              |
| 2011 | Los Marziano            | Natalia      | Ana Katz                  |
| 2012 | Extraños en la noche    | Sol          | Alejandro Montiel         |
| 2014 | Wild Tales              | Girl         | Damián Szifron            |
| 2015 | My Friend from the Park | Liz          | Ana Katz                  |
| 2016 | The Tenth Man           | Eva          | Daniel Burman             |
| 2018 | Las olas                |              | Adrián Biniez             |
| 2018 | All Inclusive           | Lucía        | Diego Levy and Pablo Levy |
| 2018 | Aire                    | Lucía        | Arturo Castro Godoy       |
| 2018 | My Tender Matador       |              | Rodrigo Sepúlveda         |
| 2019 | La estrella roja        |              | Gabriel Lichman           |